# 크리스티안 미켈센

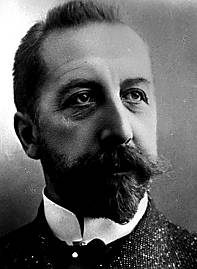
크리스티안 미켈센

페테르 크리스티안 헤르슬레브 세르슈오브 미켈센(Peter Christian Hersleb Kjerschow Michelsen, 1857년 3월 15일 ~ 1925년 6월 29일)은 노르웨이의 선박왕이자 정치가이다. 1905년부터 1907년까지 노르웨이의 총리를 맡았다. 미켈센은 1905년 노르웨이와 스웨덴의 연합 해체 협정을 체결하는 데 큰 공헌을 하여, 동시대의 인물들 중에서 노르웨이에서 가장 큰 영향을 끼친 정치가로 인정받고 있다.
베르겐 출신으로, 변호사이자 선박 소유주이기도 했다. 1891년에 자유당 소속으로 노르웨이의 의회의 일원이 되었다.